# Себери
Себери (порт. Seberi)  —  муниципалитет в Бразилии, входит в штат Риу-Гранди-ду-Сул. Составная часть мезорегиона Северо-запад штата Риу-Гранди-ду-Сул. Входит в экономико-статистический  микрорегион Фредерику-Вестфален. Население составляет 10 268 человек на 2006 год. Занимает площадь 301,422 км². Плотность населения — 34,1 чел./км².

## История
Город основан 4 июня 1959 года. 

## Статистика
- Валовой внутренний продукт на 2003 составляет 103.645.461,00 реалов (данные: Бразильский институт географии и статистики).
- Валовой внутренний продукт на душу населения на 2003 составляет 9.628,90 реалов (данные: Бразильский институт географии и статистики).
- Индекс развития человеческого потенциала на 2000 составляет 0,761 (данные: Программа развития ООН).

## География
Климат местности: субтропический гумидный.